# 卢顼
盧頊（?—?），范陽（今河北涿州）人，出自范阳卢氏北祖第二房。
家居錢塘，娶弘農楊氏為妻，盧頊母王氏早年出家。唐德宗貞元五年（789年）己巳科狀元，主考官是禮部侍郎劉太真。同榜有楊巨源、裴度、馬逢等。